# Maćuhica
Maćuhica (trobojna ljubica, ljubica trobojna, gospina ljubica, lat. Viola tricolor), poznata je i česta livadna biljka iz porodice Violaceae. Naraste do 15 cm visine, cvjetovi su promjera do 1,5 cm (u kultiviranih vrsta znatno veći), purpurne, plave, bijele ili žute boje, cvatnje od travnja do rujna. Biljka je ljekovita, a postoji i velik broj kultiviranih odlika (uvedene na tržište 1839. godine), ove se pak uzgajaju isključivo zbog cvjetova. 

## Uporaba u narodnoj medicini
Koristi se u tradicionalnoj narodnoj medicini kao lijek za mnoge bolesti: škrofule , kašalj, kilu, zubobolju,reumatske bolesti i mnoge druge. Ljekovita svojstva objašnjena su prisutnošću saponina, inulina, violina i drugih glikozida u svim dijelovima biljke.

## Sastav
Biljka sadrži flavonski glikozid,violakvercitin,i antocijanske glikozide delfinidin,peonidin,violanin,malu količinu eteričnog ulja,koje sadrži metileter i salicilnu kiselinu,karotenoide,violaksantin,askorbinsku kiselinu,alkaloid violaemetin,saponine,tanine,sluzaste polisaharide.
Od makroelemenata u biljci su nađeni (mg/g): kalij (61,20), kalcij (17,10), magnezij (4,60) i željezo (0,80). Utrvrđeni su i mikroelementi (µg/g): mangan (0,34 ), bakar (0,54), cink (1,45), kobalt (0,23), molibden (2,21), krom (0,12), aluminij (0,55), barij (0,91), selenij (8,00), nikal (0,21), stroncij (0,42), olovo (0,11) i bor (99,60).

## Podvrste
Priznato je 5 podvrsta.